# Lithophane grisea
Lithophane grisea är en fjärilsart som beskrevs av Ludwig Carl Friedrich Graeser 1888. Lithophane grisea ingår i släktet Lithophane och familjen nattflyn. Inga underarter finns listade i Catalogue of Life.